# Trojan F1
 Trojan Racing  va ser un constructor britànic de cotxes per competicions automobilístiques que va arribar a disputar curses a la Fórmula 1.

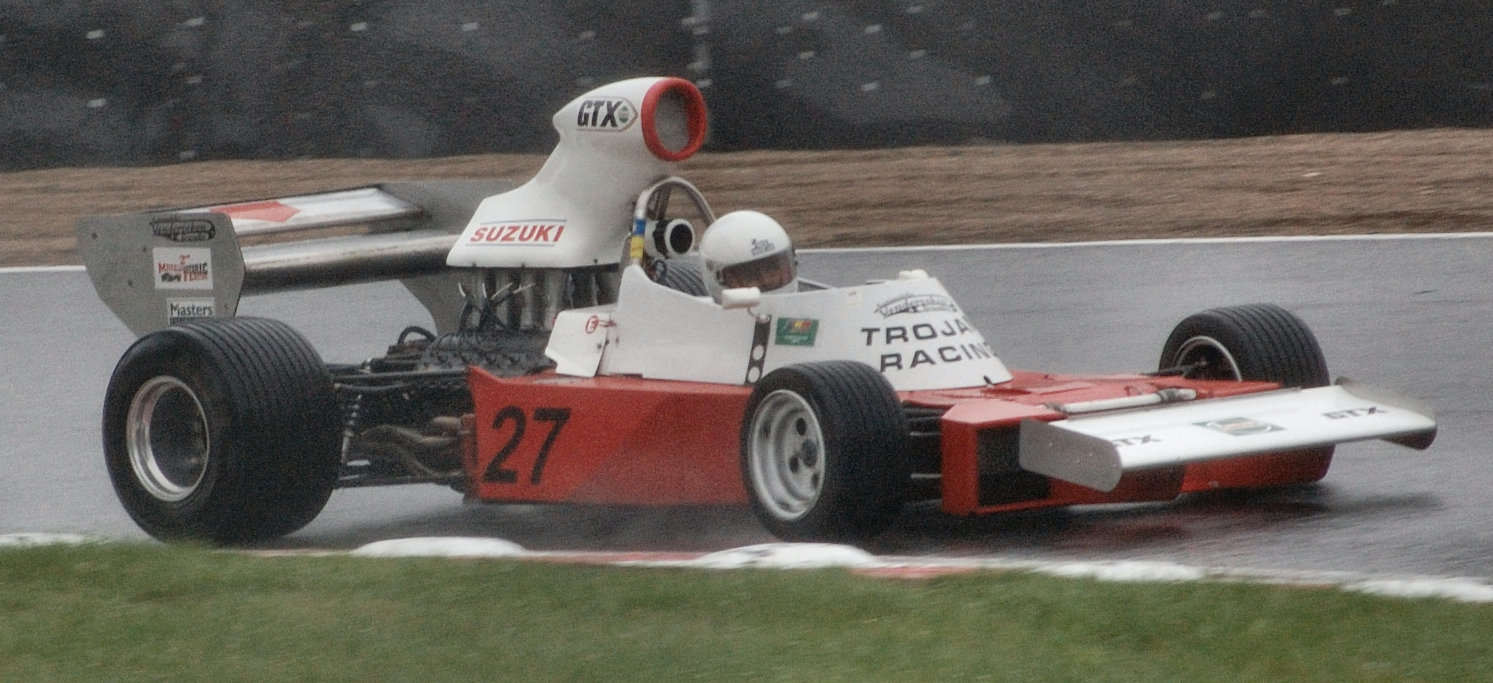
Un Trojan 103 a Brands Hatch.

## Història
Trojan Racing va ser fundada per Leslie Hounsfield el 1914 a Purley Way, Croydon, Londres i va produir cotxes fins a l'any 1964.
Va debutar a la Fórmula 1 a la 1974 en el GP d'Espanya de la mà del pilot Tim Schenken, no podent finalitzar la cursa.
L'escuderia va ser present en 7 curses de la F1 aconseguint finalitzar en desena posició com a millor classificació en una cursa i no assolint cap punt pel campionat de la F1.
L'últim GP disputat va ser el Gran Premi d'Itàlia del 1974.

## Resultats a la F1
| Any  | Pilot        | Xassís      | Motor | 1   | 2   | 3   | 4       | 5      | 6       | 7   | 8   | 9   | 10      | 11      | 12     | 13      | 14  | 15  | WDC | Punts |
| ---- | ------------ | ----------- | ----- | --- | --- | --- | ------- | ------ | ------- | --- | --- | --- | ------- | ------- | ------ | ------- | --- | --- | --- | ----- |
| 1974 | Tim Schenken | Trojan T103 | Ford  | ARG | BRA | SUD | ESP Ret | BEL 10 | MON Ret | SWE | HOL | FRA | GBR Ret | ALE NVQ | AUT 10 | ITA Ret | CAN | USA | -   | 0     |

## Palmarès a la F1
- Curses: 7
- Victòries: 0
- Podis: 0
- Poles: 0
- Voltes ràpides: 0
- Millor classificació al mundial de constructors: -
- Punts: 0